# Elisabeth Vomstein
Elisabeth Josefine Vomstein (* 14. September 1916 in Schliengen; † 15. Februar 2017 in Freiburg im Breisgau) war eine deutsche Ärztin. Sie engagierte sich fast 50 Jahre lang für Leprakranke im südindischen Settipatty und baute dort ein Lepra-Krankenhaus mit Außenstationen, Werkstätten und Fortbildungseinrichtungen auf.

## Leben und Wirken
Elisabeth Vomstein arbeitete zunächst als medizinisch-technische Assistentin, bevor sie nach dem Zweiten Weltkrieg in Freiburg Medizin studierte. Nach dem Examen 1953 arbeitete sie in Freiburg in der Frauenklinik, anschließend in Trier, Heidelberg und St. Blasien. 1960 entdeckte sie in einer Zeitung die Suche nach einer Ärztin für Leprakranke in Indien. Sie bewarb sich und kam auf abenteuerliche Weise auf einem Frachtschiff zu ihrer neuen Arbeitsstätte. Seit 1961 behandelte Vomstein im südindischen Settipatty Lepra-Kranke, die dort ein Leben in sozialer Isolation und Armut fristeten, und baute im Laufe der Jahre aus einer kleinen Hütte ein Lepra-Krankenhaus mit Außenstationen sowie Werkstätten und Fortbildungseinrichtungen auf. Finanziert wurde die Station vom Deutschen Aussätzigenhilfswerk Würzburg sowie vom „Hilfswerk Indien Dr. Elisabeth Vomstein Schliengen-Mauchen e.V.“. Nach fast 50-jährigem Aufenthalt in Indien kehrte Elisabeth Vomstein mit 92 Jahren im Jahr 2009 in ihre Heimat zurück, um ihren Lebensabend in einem Seniorenheim in Freiburg zu verbringen.

## Ehrungen
- 1971: Bundesverdienstkreuz 1. Klasse
- 1983: Verdienstmedaille des Landes Baden-Württemberg
- 1986: Großes Bundesverdienstkreuz
- 1997: „Frau des Jahres“ durch die  Internationale Frauenbewegung
- 2007: Münstermedaille des Erzbistums Freiburg
- Ehrenbürgerin von Schliengen
- Dr.-Elisabeth-Vomstein-Straße in Schliengen